# Askö
58°49′N 17°39′Ø / 58.817°N 17.650°Ø
|  | For øen ud for Bergen i Norge, se Askøy. |
Askö är en ø i den sydligste ende af Stockholms skærgård (Trosa skærgård).

## Askölaboratoriet
På Askö ligger Askölaboratoriet, en feltstation for marin forskning som drives af Stockholms universitet. Askölaboratoriet er åbent for alle som vil udføre marin forskning i Østersøen. På Askö er der forskning, uddannelse og miljøovervågning året rundt.

## Skøjteuheld
15. februar 2003 havnede 36 turskøjteløbere på en  isflage ved Askö og måtte reddes af søredningstjenesten. Begivenheden fik stor betydning for sikkerhedsarbejdet omkring turskøjteløb

## Eksterne kilder og henvisninger
- Stockholms marina forskningscentrum (SMF) Arkiveret 3. juni 2011 hos  Wayback Machine
- Askölaboratoriet på SMF:s webbplads Arkiveret 30. juni 2011 hos  Wayback Machine